# グリルスイス

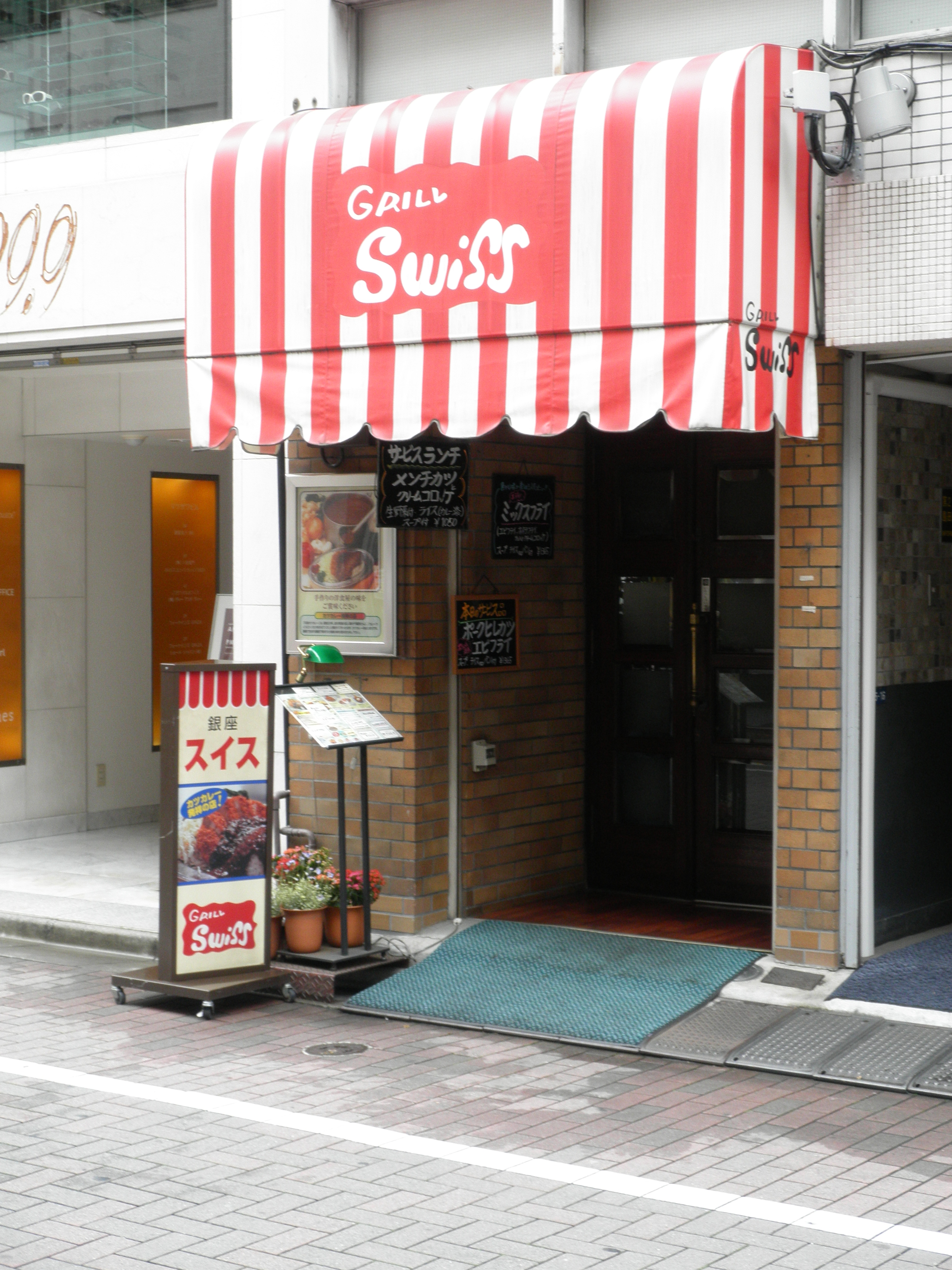
グリルスイス銀座店

グリルスイス（GRILL SWISS）は、銀座スイス（ぎんざスイス）が運営する日本の洋食屋。カツカレー発祥の店として知られる。

## 概要
1947年（昭和22年）、東京都中央区銀座六丁目に創業。のち移転し、銀座三丁目にて営業。2022年2月に本店を移転した。
- 銀座本店（ガス灯通り）中央区銀座3丁目（2022年2月）
- 八重洲店（トウキョウカレーカルテット）中央区八重洲（2022年2月）

旧店舗
- 築地に「キッチンスイス築地店」があった。
- 新富町、京橋などにも支店を出していた。

メニューは、「千葉さんのカツレツカレー」・「元祖カツカレー」など。

### 歴代社長
- 岡田進之助（創業者。明治28年生）四谷で誕生。独学でフランス語を学び、全メニューをフランス語で書く[3]。
- 岡田義人（進之助の次男）父の影響を受け、帝国ホテルで修行。同期には村上信夫がいて、実家も近かったことから生涯の友となる。
- 庄司敏松（末娘の伴侶）
- 藤岡康雄[4][5]

## カツカレーの発祥
1948年、店の常連客であった東京読売巨人軍所属のプロ野球選手千葉茂が、試合後にカレーライスと豚カツを同時に注文。さらに豚カツをカレーの上に載せて出すように注文していた。これをヒントとして、店主の岡田義人が正式にメニューに取り入れており、これがカツカレーの発祥とされている。
同店では、2020年現在でも「千葉さんのカツレツカレー」（通称「チバカツ」）「カレーライスバッファロー」という名のメニューを販売している（日本プロ野球OBクラブ）。外見は、アーモンド型にライスが盛られたカツカレーだが、カレーライスに豚カツを載せた名残りで、千切りのキャベツも盛られている。
このエピソードはテレビ番組『どっちの料理ショー』の「ビーフストロガノフVS.カツカレー」の回（1997年6月19日放送）で紹介され、ブックマン社発行の『どっちの料理ショー2』の63ページにも掲載されている。
豚カツ以外に、牛カツ、チキンカツを使用する「カツカレー」が派生し、この料理は日本各地に広がった。